# Баринов, Иван Васильевич
Иван Васильевич Баринов (март 1843, Добрино, Калужская губерния — 1913, Тунка, Иркутская губерния) — российский рабочий, революционер.

## Биография
Иван Баринов родился в марте 1843 года в селе Добрино Боровского уезда Калужской губернии (сейчас в Боровском районе Калужской области) в крестьянской семье.
В начале 1870-х годов работал в Москве на фабрике Горячева.
В 1874 году вошёл в число активистов кружка «москвичей», созданного одним из первых народников-пропагандистов Петром Алексеевым.
В марте 1875 года участвовал в съезде Всероссийской социально-революционной организации, занимался разработкой её устава.
Занимался пропагандой в среде рабочих Москвы и Иваново-Вознесенска.
После ареста стал фигурантом Процесса пятидесяти — суда над участниками Всероссийской социально-революционной организации. Был обвинён в противозаконной деятельности и в распространении книг, подстрекающих к бунту против власти. В марте 1877 года был приговорён к 9 годам каторги, которую заменили ссылкой в Тобольскую губернию, а в 1880 году — в Иркутскую губернию.
В июле 1880 года за политически вредное влияние на других ссыльных был переведён в село Тункинское Иркутского уезда Иркутской губернии (сейчас в Тункинском районе Бурятии). Здесь пользовался большим авторитетом среди местных жителей. По окончании ссылки остался в Тункинском, занимался сельским хозяйством.
Умер в 1913 году в Тункинском.